# Morgenstern

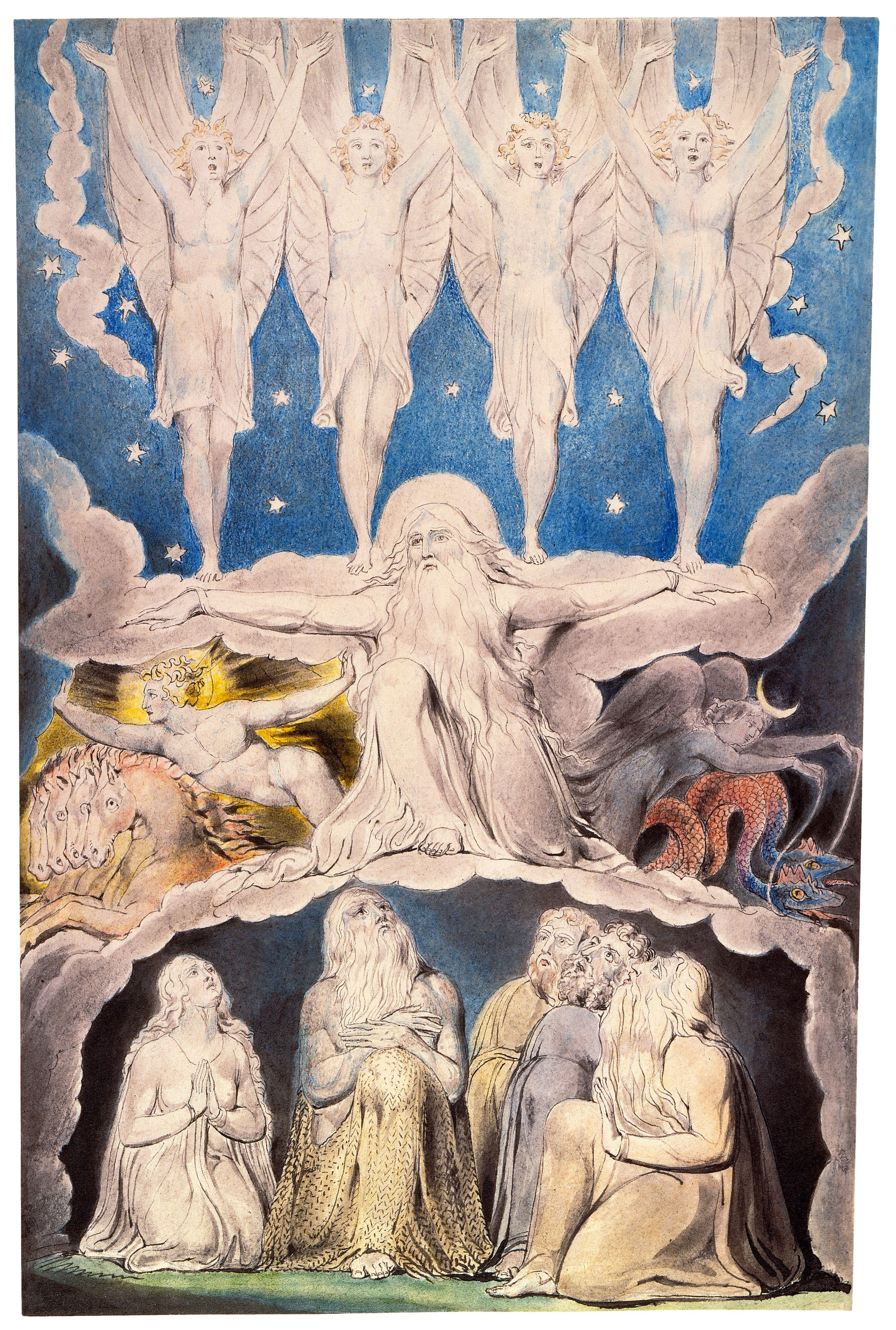
William Blake: When the Morning Stars Sang Together (nach Hi 38,7)

Generell wird als Morgenstern das hellste vor Sonnenaufgang hervortretende Gestirn bezeichnet, speziell die Venus am Morgenhimmel. 
In der Mythologie ist der Morgenstern nach Sonne und Mond das bedeutsamste Einzelgestirn. Die Kulturgeschichte kennt das Motiv des Morgensterns in vielfacher Entfaltung.
Die Venus tritt deutlich als Morgenstern auf, wenn sie vor der Sonne aufgeht. Die Erscheinungszeit der Venus ist abhängig von ihrer jeweiligen Position zur Sonne. Nachdem Venus etwa sechs bis sieben Monate lang Morgenstern war, bleibt sie freiäugig etwa drei Monate hinter der Sonne unsichtbar und wird dann für sechs bis sieben Monate Abendstern. Der ganze Zyklus dauert rund 19 Monate.
Von den anderen Planeten tritt Merkur – wenngleich weniger augenfällig – als Morgenstern in Erscheinung, in Mitteleuropa jedoch maximal zwei Wochen im Herbst.
Auch Jupiter ist alljährlich etwa zwei Monate lang strahlender Morgenstern, d. h. er geht ein bis drei Stunden vor der Sonne auf. Im November 2015 bildete er mit Venus ein eindrucksvolles Paar, zu dem sich am 7. November (und am 4./6. Dezember) noch die Mondsichel gesellte.

## Mythologie

### Antike
In der Antike legte man dem Morgenstern den Namen Phosphoros bei (altgriechisch Φωσφόρος „Lichtträger“, „Lichtbringer“; lateinisch Lucifer) sowie auch die Bezeichnungen Eosphoros (Ἑωσφόρος „Bringer der Morgendämmerung“) oder Proinos (Πρωϊνός „der Frühmorgendliche“). Den Abendstern, dem man seinerseits eine eigenständige physische Existenz zusprach, nannte man Hesperos (Ἕσπερος „Abend“). Auch nachdem beider Identität mit dem Planeten Venus erwiesen war, hielt die Antike an der Trennung von Morgen- und Abendstern als mythologischen Wesen fest. Im Alten Orient wurden der Morgen- und der Abendstern als Brüderpaare verehrt, so in Edessa als Monimos und Azizos und in Ugarit als Šaḥr und Šalim. Bei den Balten war Auseklis der personifizierte Morgenstern.

### Christentum
Ausgehend von den neutestamentlichen christologischen Aussagen Offb 22,16  und 2 Petr 1,19  entfaltet die christliche Tradition vielfach in Form von Hymnen das Bild von Christus als dem Morgenstern. Beispiele sind:
- O-Antiphon zum 21. Dezember: O oriens – O Morgenstern
- Exsultet in der Osternacht: Sie [die Osterkerze] leuchte, bis der Morgenstern erscheint, jener wahre Morgenstern, der in Ewigkeit nicht untergeht.
- Elisabeth Cruciger: Herr Christ, der einig Gotts Sohn, … er ist der Morgensterne
- Bartholomäus Gesius: O Christe, Morgensterne
- Philipp Nicolai: Wie schön leuchtet der Morgenstern
- Daniel Rumpius: Der Morgenstern ist aufgedrungen
- Angelus Silesius: Morgenstern der finstern Nacht
- Erasmus Alberus: „Gotts Wort, du bist der Morgenstern“, in: Steht auf, ihr lieben Kinderlein
- Jochen Klepper: „So sei nun Lob gesungen dem hellen Morgenstern“, in: Die Nacht ist vorgedrungen
- Albert Frey: „Der wahre Morgenstern, er ist aufgegangen, der Erlöser ist hier. Ich weiß, dass Jesus lebt, er ist auferstanden, und er lebt auch in mir.“, in: „Morgenstern“, FJ4,51

Seltener wird Morgenstern auch als Marientitel verwendet.